# Doliops valainisi
Doliops valainisi es una especie de escarabajo del género Doliops, familia Cerambycidae. Fue descrita científicamente por Barševskis en 2013.
Habita en Filipinas. Los machos y las hembras pueden medir 11,5-12 mm. El período de vuelo de esta especie ocurre en los meses de agosto y septiembre.